# 님은 먼 곳에 (영화)
"님은 먼곳에"(영어: Sunny)는 2008년에 개봉한 대한민국의 영화이다.

## 캐스팅
- 수애 : 순이 역
- 정진영 : 정만 역
- 정경호 : 용득 역
- 주진모 : 성찬 역
- 신현탁 : 철식 역
- 이주실 : 시어머니 역
- 박윤호 : 김 상병 역
- 양영조 : 상길부대 한국 중대장 역
- 이영석 : 순이 친정아버지 역
- 최민금 : 순이 친정어머니 역
- 김희창 : 험악남 2 역
- 이준혁 : 헤어지는 사병 3 역
- 이영수 : 상길 찾는 사병 역
- 지일주 : 재간둥이 군인 역
- 신정근 : 대대장 역
- 변우종 : 고지전투 통신병 역
- 장문석
- 엄태웅 : 상길 역 (특별출연)
- 조미령 : 제니 역 (특별출연)

## 영화 뒷이야기
- 영화 장면 중 베트남 전쟁 위문공연단 가수로 출연하는 수애가 공연 중에 팬티를 참전 장병들에게 던지는 장면은 가수 현미의 실화를 바탕으로 연출된 장면이다. 현미는 실제 1971년 베트남 위문공연에 참여했으며 가장 기억에 남는 에피소드로 팬티를 장병들에게 던진 것을 꼽았다.[1]